# セルゲイ・スクリパリ
セルゲイ・ヴィクトロヴィチ・スクリパリ（ロシア語: Серге́й Ви́кторович Скрипа́ль、英語: Sergei Viktorovich Skripal、1951年6月23日 - ）は、ロシアの情報機関員である。
ロシア連邦軍参謀本部情報総局大佐を務めた。イギリスのスパイとして活動していたことを理由に、2006年にロシアで禁錮13年の判決を言い渡された。ロシアとアメリカ合衆国とのスパイ交換により、2010年7月9日、ウィーンでアメリカ側に引き渡され、のちイギリスに亡命した。

## 毒殺未遂事件

### 事件の概要
2018年3月4日、ソールズベリーのショッピングセンター前のベンチに娘とともに倒れているのを発見され、意識不明の重体となっている。同年5月18日、入院していた病院から退院したことが公表されている。
同年11月、現場に最初に駆け付けた巡査部長がBBCのドキュメンタリー番組「パノラマ」に出演し、玄関のドアノブに吹き付けられていた神経剤ノビチョクに汚染されたことを明かした。その結果、知らずに家族と自宅を汚染してしまい「子供たちが持っていたもの全てを失くした。車も、何もかも失くした」と語っている。巡査部長本人はスクリパリの自宅を訪れて数時間後に体調を崩し、2日後に入院。2週間半の入院中は常に5つか6つの点滴が打たれ、医療スタッフは防護服を着ていたという。
事件後、英国軍人約190人と専門業者から成る除染チームが汚染が疑われていた場所の除染作業を11か月かけて行い、2019年3月1日、ソールズベリー当局は除染の終了宣言を出している。

### 容疑者の特定
2018年10月10日、調査報道サイト・ベリングキャット（ザ・インサイダーとの協力）はロンドン警視庁が公表した監視カメラ映像に収められている男性は、ロシア連邦軍参謀本部情報総局（GRU）所属の医師アレクサンデル・ミシュキンと特定したことを発表した。ベリングキャットの創設者エリオット・ヒギンスと研究員クリスト・グロゼフは同年10月9日に英議会で記者会見し、ミシュキンがウクライナや、モルドバからの分離独立を主張する親ロシア地域「沿ドニエストル共和国」で秘密工作に関与していたこと、2014年秋にプーチン大統領からロシア最高の栄誉勲章である「ロシア連邦英雄」も授与されていたことを突き止めたと話した。もう一人の容疑者は、2014年にクレムリンで最高栄誉勲章を授与されたGRUのアナトリー・チェピーガ大佐と特定している。
2019年6月28日、その後の追跡調査（BBCとの協力）の結果、セルゲイ・フェドトフという偽名でロンドン入りしていたデニス・セルゲーエフというGRU将校を特定したことを公表した。ロシアの携帯電話会社に勤める内部告発者が、偽名で登録された電話番号のメタデータログを提供しており、その分析によるものであるという。内部告発者は登録された人物（セルゲイ・フェドトフ）は実在しないため、データプライバシー法に違反しないとしている。偽名で登録された番号に、セルゲーエフの妻が登録している電話番号から電話がかかって来ていたという傍証も得ている。2017年から2018年末までセルゲーエフの行動範囲はGRUの拠点であったが、事件当時はロンドン市内で作戦の調整を担当していた可能性が高い。BBCの情報源によると少将の地位にある人物で、ミシュキンとチェピーガの上司と見られる。
2021年9月22日、イギリス内務省がセルゲーエフが国際刑事警察機構（ICPO）を通じ、国際手配されたことを報告したと報じられた。